# Stollen (Bergbau)

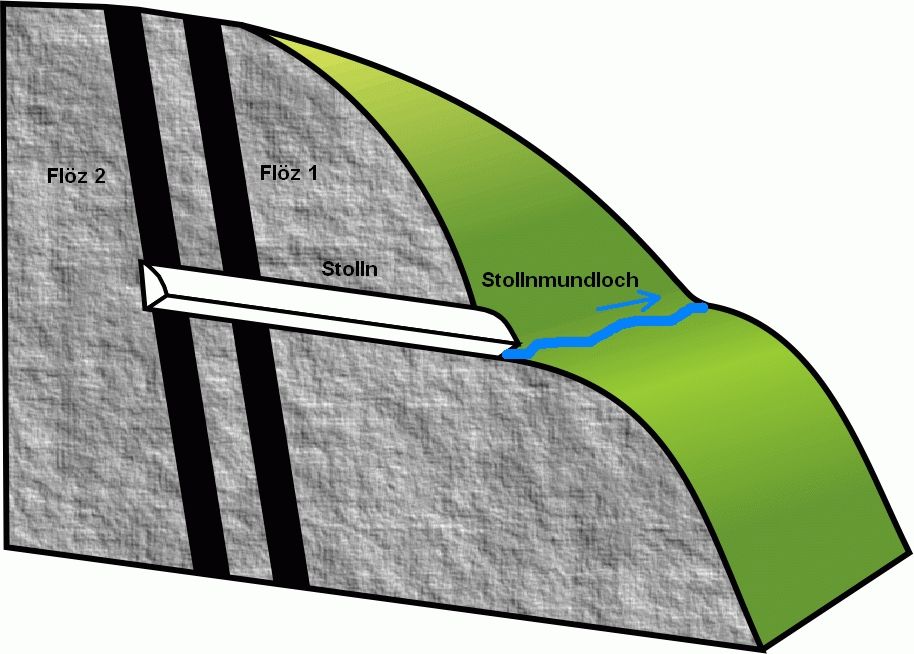
Stollen, zwei steil einfallende Flöze schneidend

Ein Stollen – im sächsischen Raum (Erzgebirge) Stolln – ist ein von der Erdoberfläche aus grundsätzlich leicht ansteigend in einen Berg getriebener Grubenbau. Stollen dienen im Bergbau als Zugang bis unter Tage, dem Abbau von Lagerstätten oder Schürfzwecken. Wenn ein Bergwerk zum Tiefbau übergeht, verlieren die Stollen allmählich an Bedeutung.

## Grundlagen
Stollen werden im Bergbau angelegt, um unterschiedliche Aufgaben zu erfüllen. Sie ähneln im Aufbau den untertägigen Strecken, haben aber im Gegensatz zu diesen eine Tagesöffnung. Stollen und Strecken bezeichnet der Bergmann als stollenförmige Baue. Anders als Tunnel haben Stollen jedoch nur eine Tagesöffnung. Ein Stollen wird in der Regel in gebirgigem Gelände an einer möglichst tiefen Stelle im Tal angelegt. Bei der Lagerstättenerkundung sind Stollen zunächst die einzigen Grubenbaue des jeweiligen Bergwerks. Ein aus Stollen bestehendes Bergwerk bezeichnet man als Stollenzeche oder Stollenbergwerk. Eine Stollenzeche kann aus einem oder aus mehreren Stollen bestehen. Größere Gruben haben in der Regel mehrere Stollen. Der wichtigste Stollen des Bergwerks wird bei diesen Bergwerken als Hauptstollen bezeichnet, die anderen Stollen nennt der Bergmann dann Hilfsstollen. Vor dem Stolleneingang befand sich eine aus Brettern zusammengebaute Hütte, die Stollenkaue. Sie war so platziert, dass sie in der Längsrichtung mit der Stunde des Stollens übereinstimmte und den Stolleneingang verdeckte. In der Nähe des Stollens befand sich die Stollenhalde, auf diese schütteten die Bergleute das Haufwerk.

## Aufbau eines Stollens

### Grundbegriffe

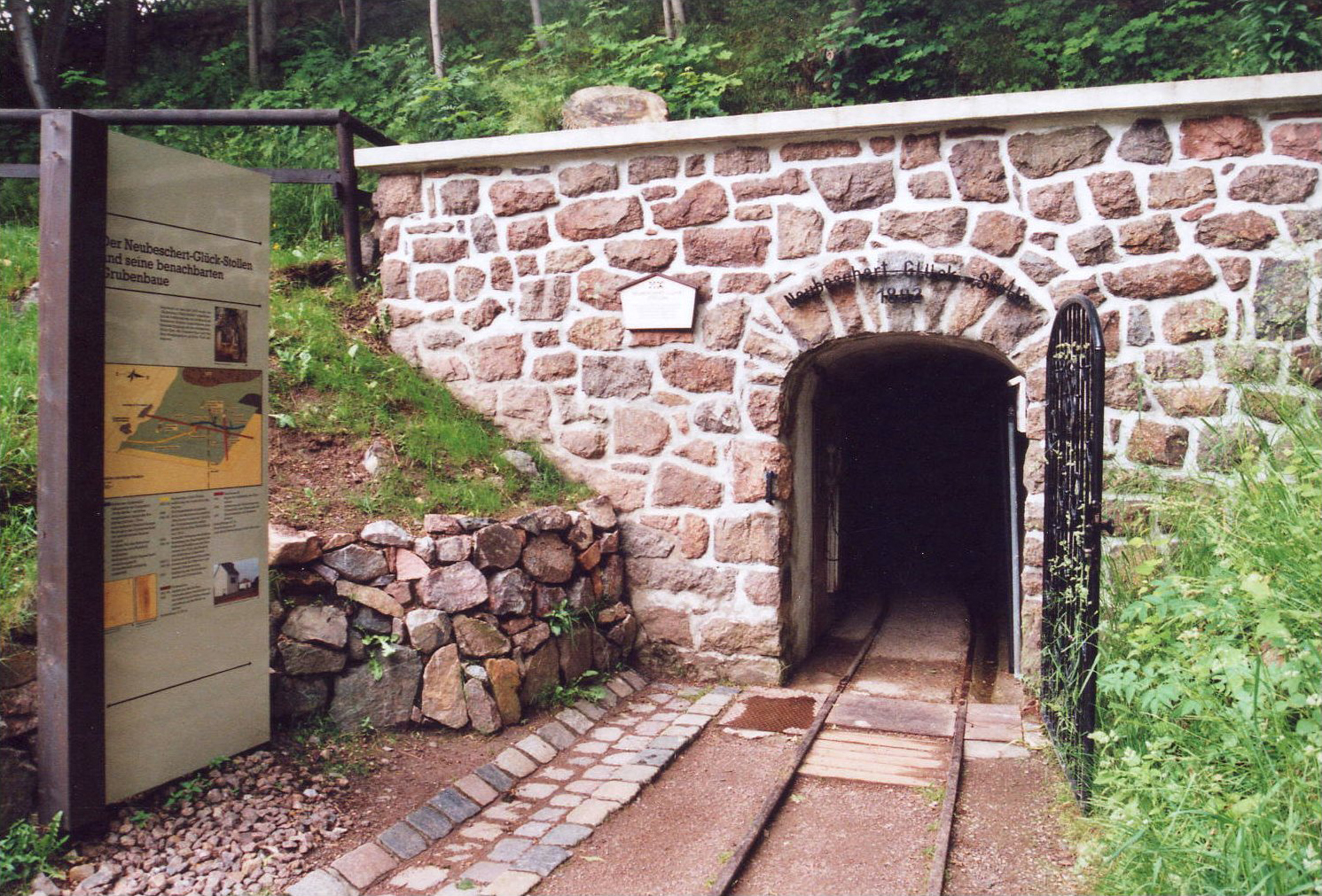
Stollenmundloch

Die Tagesöffnung ist das Stollenmundloch, es wird bei gebrächem Nebengestein meistens durch eine Gewölbemauerung aus Steinen gesichert. Das Ende des Stollens oder einer Grube, wo auf dem Gestein gearbeitet wird, wird Stollort, Ort oder Ortsbrust genannt. Daher stammt der Ausdruck „vor Ort“ arbeiten. Der Stollen besteht aus der Firste (Decke), den Stößen (Seiten) und der Stollensohle, in der sich erforderlichenfalls eine Aussparung für die Grubenwässer, die sogenannte Rösche oder auch Saige, befindet. Die Steigung des Stollens (Sohlgefälle) hängt vom Zweck des Stollens ab. Wenn sehr schlammiges Wasser abfließen muss, ist ein größeres Gefälle erforderlich als bei Stollen, die nur der Streckenförderung dienen.

### Abmessungen des Stollens

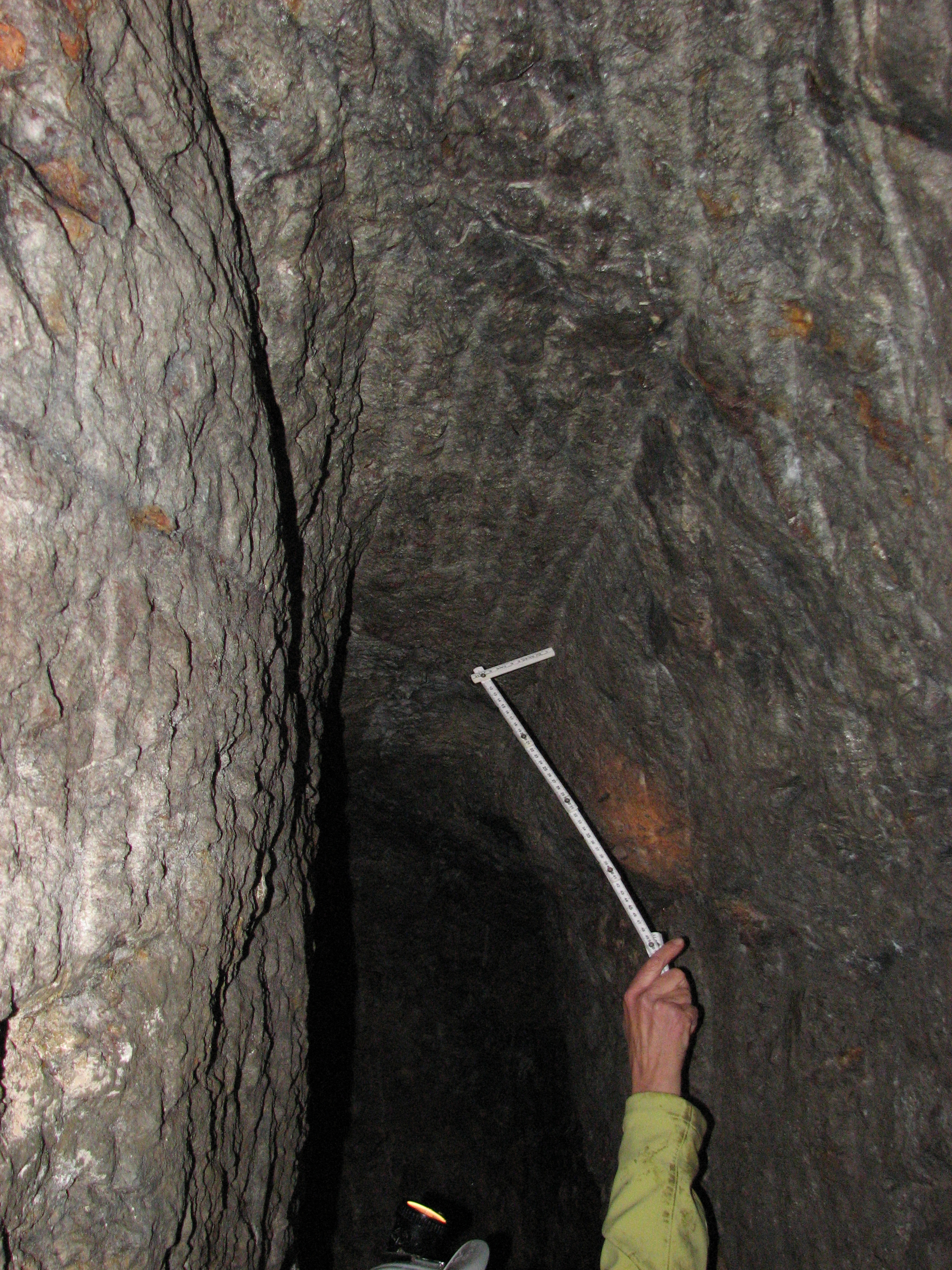
Geschlägelte Stollenfirste

Die Größe des Stollens hängt von den jeweiligen Aufgaben ab. Agricola beziffert die Höhe eines Stollens mit 1 1⁄4 Lachtern und die Breite mit 3 3⁄4 Fuß. Diese Abmessungen wurden aber in einigen Bergrevieren nicht annähernd erreicht. Die Stollen hatten dort nur eine Höhe von 0,8 Metern und eine Breite von 0,5 Metern. Die Höhe lag früher bei bedeutenden Stollen zwischen 1,5 und 2,5 Metern. Die Breite lag bei einspurigen Stollen zwischen 0,9 und 2,2 Metern. Die Breite der Stollen muss so gewählt werden, dass die im Stollen verwendeten Fahrzeuge ausreichend Platz hatten. Bei doppelspurigen Förderstollen betrug die Breite bis zu 3,5 Meter. Die Länge der Stollen war sehr unterschiedlich. Die kürzesten Stollen waren Schürfstollen, sie waren nur wenige Meter lang. Aber auch einige Bergwerksstollen waren nur 50 bis 80 Meter lang. Die längsten Stollen waren die Erbstollen, sie waren oftmals mehrere Kilometer lang.

### Absicherung des Stollens

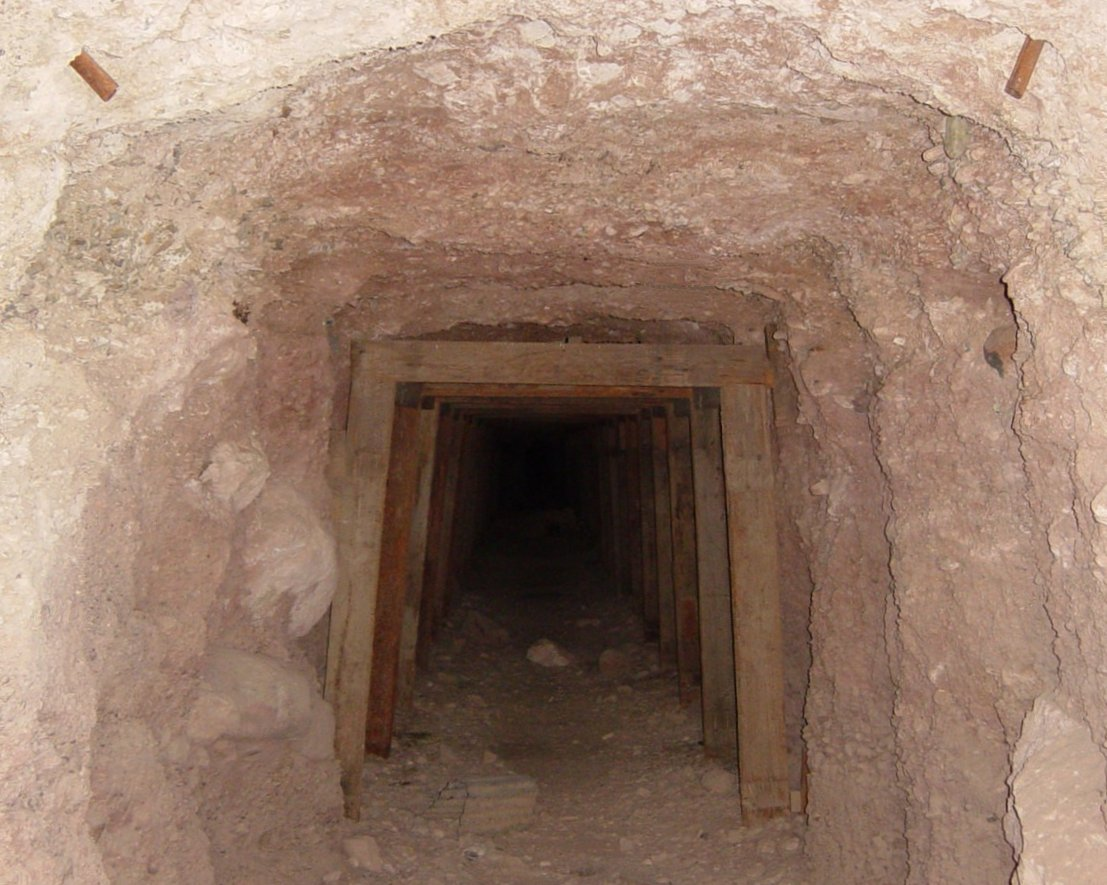
Beispiel für einen Türstock

Der Stollenausbau dient der Absicherung vor Einsturz der Stollen. Ein Stollenausbau kann durch verschiedene Methoden erfolgen. Während in festem Gestein keinerlei Ausbau erforderlich ist, muss bei weichem Gestein oder druckhaftem Gebirge ein Ausbau eingebracht werden. Im Bergbau finden Türstöcke, ausgemauerte Gewölbe und Korbbogenprofile aus Eisenbahnschienen oft Anwendung. Bei neueren Gruben bestehen diese aus Eisenprofilen oder Stahl bzw. Beton. Dieses Ausbauen des Stollens, die Zimmerung, nennt man „den Stollen fassen“. Passten bei der Zimmerung die einzelnen Bauelemente (Stempel und Kappen) nicht einwandfrei ineinander, wurde ein kleines keilförmig gehauenes Stückchen Holz, die Stollenlaus, in die Lücke eingesetzt. War ein Stollen eingebrochen, musste er wieder aufgewältigt und gesäubert werden, man nannte dies den Stollen aufheben.

### Bewetterung
Damit sich in einem Stollen Menschen aufhalten können, muss dieser mit entsprechenden Mitteln bewettert werden. Hierfür wendet der Bergmann unterschiedliche Mittel und Verfahren an. Die Bewetterung erfolgt bei Stollen häufig mittels natürlichem Wetterzug. Wo ein natürlicher Wetterzug nicht ausreicht, müssen die Wetter mittels technischer Hilfsmittel in das Grubengebäude geleitet werden. Die frischen Wetter werden im Normalfall über das Stollenmundloch in die Stollen geleitet. Im Grubengebäude werden sie durch Wettertüren verteilt. Über Überhauen werden sie weiter verteilt, um dann als Abwetter über Tagesüberhauen und Lichtlöcher wieder aus dem Grubengebäude abgewettert zu werden. Musste ein Stollen zur besseren Bewetterung mit einem Lichtloch oder einem Schacht versehen werden, so nannte man dies „den Stollen lösen“. Stellen im Stollen, die nicht vom Wetterzug erreicht wurden, wurden mittels Wetterrädern mit Frischwettern versorgt. Wenn es erforderlich war, wurden zusätzliche Wetterstollen aufgefahren. Unter bestimmten Witterungsbedingungen strömen die Wetter auch über die Lichtlöcher hinein und aus dem Stollenmundloch wieder heraus. Sind mehrere Lichtlöcher vorhanden, bleibt nur das am nächsten vor Ort liegende Lichtloch geöffnet. Die andere Lichtlöcher müssen, um Wetterkurzschlüsse zu unterbinden, verschlossen werden.

## Stollenbetreiber
Der Betreiber eines Stollens wurde Stöllner genannt, den Betreiber eines Erbstollens bezeichnete man als Erbstollner oder Erbstöllner. Der Stollen wurde in der Regel mit vier Stollenhäuern während einer Schicht belegt. Unterließ ein Stöllner den vorgeschriebenen Betrieb eines Stollens mit der vorgeschriebenen Zahl von Bergleuten, konnte ein neuer Muter beim Bergmeister die Freifahrung des Stollens beantragen. Für die bergamtliche Aufsicht über die Stollen wurde für jeden Bezirk ein Berggeschworener als Stollngeschworener eingesetzt. An äußeren Grenzen des Stollens wurde ein markscheiderisches Zeichen, eine Stufe, eingehauen. Wenn ein Stöllner seinen Stollen nicht bis zur Grenze bearbeiten wollte, konnte ein benachbarter Stöllner beim Bergamt beantragen, dass der Stollen verstuft wurde. Nachdem der Stollen durch das Bergamt verstuft worden war, konnte der zweite Stöllner seinen Stollen weiter zu Felde treiben. Die Untersuchung, wie viel ein Stollen einbringt, nennt man den Stollen abwägen. Musste ein Stollenort sehr schnell vorangetrieben werden, waren innerhalb einer Gewerkschaft die anderen Stöllner verpflichtet, durch Entsendung von Arbeitern diesem Stöllner Stollenhilfe (Stollenhülfe) zu leisten und ihn dadurch zu unterstützen.

## Betrieb
Der Betrieb eines Stollens ist an die Gestalt des Geländes gebunden, in welchem sich der Stollen befindet. Ein Stollen kann zu verschiedenen Zwecken angelegt werden. Er kann zur Wasserabführung der Grubenwässer aus der Lagerstätte dienen, aber auch zur Wetterführung. Bei Tiefbauen dient er zur Verminderung der Wasserhebungstiefe. Dies war insbesondere im frühen Bergbau wichtig, da Maschinen und die sie antreibende Energie sehr teuer waren. Ein Stollen kann zur Sammlung von Aufschlagwasser und zur Weiterleitung an die hydraulischen Maschinen dienen. Auch die Förderung kann über spezielle Stollen erfolgen. Von den Stollen ausgehend wird auch der Abbau eingeleitet. Je nach Aufgabe und Zweck werden die Stollen entsprechend hergerichtet und der Aufgabe entsprechend bezeichnet. Die Form des Untertagebaus mittels Stollen wird als Stollenbau bezeichnet. Wird der planmäßige Abbau unterhalb der Stollensohle betrieben, spricht der Bergmann vom Stollentiefbau. Bei dieser Form des Abbaus müssen das Fördergut und das Grubenwasser, genauso wie beim Tiefbau, gehoben werden.

## Stollenarten

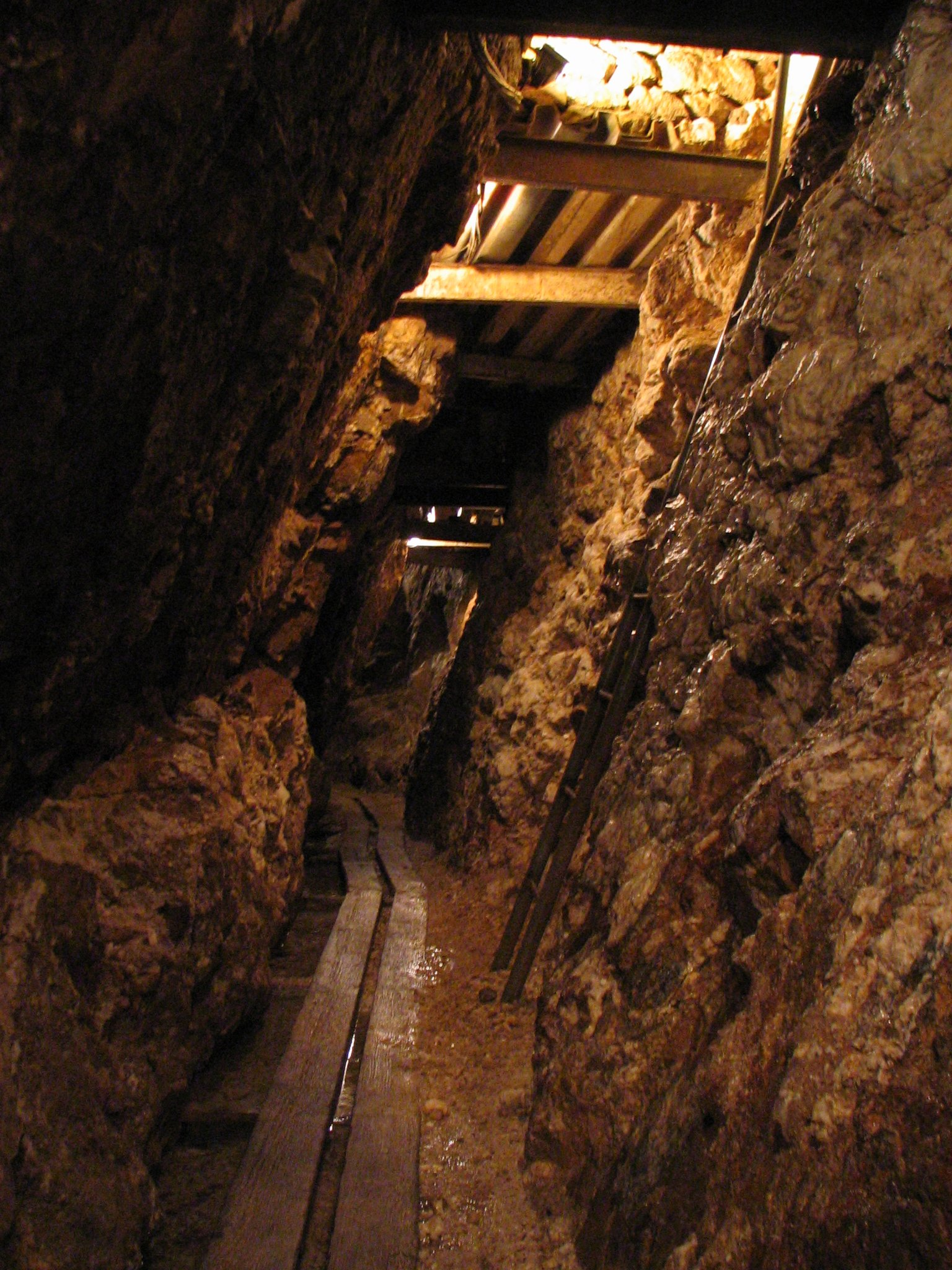
Alter Stollen mit Huntslauf des Silberbergwerks Suggental

### Überblick
Im Bergbau werden alle waagerechten („söhligen“) oder fast waagerechten Verbindungen zwischen Erdoberfläche und Lagerstätte als Stollen bezeichnet. Die Schreibweise „Stollen“ ist in fast allen deutschsprachigen Bergrevieren üblich, während in den sächsischen Revieren oftmals noch „Stolln“ geschrieben wird. Neuere Forschungen haben ergeben, dass auch in preußischen Bergrevieren (Herzogtum Magdeburg, Bergamt Wettin, Kgl. Preuß. Oberbergamt Halle) die Schreibweise „Stolln“ bis ca. 1861/62 üblich war, eingeführt durch ursprünglich aus dem Erzgebirge stammende Fachkräfte. Seit 1863 schrieb man „Stollen“.
Stollen werden grundsätzlich unterteilt in Schürfstollen und Betriebsstollen. Schürfstollen, auch Suchstollen genannt, dienen nur dazu, die Lagerstätte zu finden. Betriebsstollen dienen zum Betrieb des Bergwerks. Je nach Funktion für den Bergwerksbetrieb werden Stollen eingeteilt in Erbstollen, Wasserlösungsstollen, Wetterstollen und Förderstollen. Stollen, welche die Lagerstätte in oberen Tiefen angreifen, werden als Oberstollen bezeichnet, zu diesen Stollen werden auch die Schürfstollen gezählt. Grubenstollen dienen zum Lösen der Lagerstätte in jeder beliebigen Teufe. Im ungarischen und siebenbürgischen Salzbergbau wurden rings um den Schacht oftmals sogenannte Circumferentialstollen aufgefahren, um das Wasser vom Schacht fernzuhalten. Ein seitlich vom Hauptstollen zu einer benachbarten Grube getriebener Stollen, der frische Wetter zur Grube leiten oder die Grubenwässer ableiten soll, nennt der Bergmann Stollenflügel oder Flügelörter.

### Erbstollen

Ein Erbstollen am Bergbauwanderweg Muttental im Ruhrgebiet. Die rote Wasserfärbung resultiert aus Verockerung

Erbstollen dienen der Entwässerung und hatten eine besondere Bedeutung für die Stollenbergwerke. Erbstollen galten als sogenannte bevorrechtigte Stollen. Die Wichtigkeit dieser Stollen für den Bergbau wurde bereits in der Chursächsischen Stolln Ordnung aus dem Jahre 1749 hervorgehoben. Die Hauptaufgabe des Erbstollens ist es, für möglichst viele Bergwerke das Wasser zu lösen. Da sie zur Wasserlösung verschiedener Grubenreviere dienten, wurden sie auch Revierstollen genannt. Die Anzahl der gelösten Bergwerke ist je nach Erbstollen recht unterschiedlich. Die Erbstollen hatten neben der Aufgabe der Wasserableitung auch noch zusätzlich die Aufgabe der Wetterführung für die angeschlossenen Grubengebäude. Es gab aber auch Erbstollen, die nur die Aufgabe der Entwässerung oberhalb gelegener Bergwerke hatten. Planmäßiger Abbau wurde mit Erbstollen nicht betrieben. Der Begriff des Erbstollens rührte daher, dass in einem Bergbaugebiet der jeweils am tiefsten gelegene Stollen meist nicht nur das Wasser des zu ihm gehörenden Bergwerkes abführte, sondern er „erbte“ auch die Abwässer höher gelegener Bergwerke.
Das bergmännische Gewohnheitsrecht beschreibt diesen Sachverhalt folgendermaßen:

„Der da bringet Wind und nimbt Wasser, als recht ist, der treibt den Obersten aus mit seinem Ädich.“

Um diese Aufgaben wahrnehmen zu können, musste der Stollen entsprechend aufgefahren werden. Zur Vermeidung sogenannter böser Wetter musste ein Erbstollen genügend geräumig sein, der Querschnitt des Erbstollens durfte jedoch außerhalb des freien Feldes bestimmte Größen nicht überschreiten. Wollte ein Stöllner über diese, in der Bergordnung des jeweiligen Bergreviers, festgesetzten Grenzen hinaus den Stollen erweitern, musste er hierfür eine Erlaubnis beim Bergamt beantragen. Da Erbstollen für mehrere Grubenfelder aufgefahren wurden, mussten sie auf direktem Weg in gerader Linie aufgefahren werden. Dabei durften sie nicht mit Gesprenge aufgefahren werden. Erbstollen mussten vom Stollenmundloch bis zum Ende des Stollens stets eine leichte Steigung haben. Das wichtigste, was ein Erbstollen jedoch einbringen musste, war die Erbteufe. Diese war Voraussetzung, um als Erbstollen anerkannt zu werden. Der Stollen musste die Erbteufe von 7 Lachtern (circa 14 Meter) erfüllen und eine Spanne unterhalb des Schachtausganges der zugehörigen Zeche liegen. Wenn ein Stollen diese Bedingungen erfüllte, konnte der Stollner beantragen, dass der Stollen das Erbstollenrecht verliehen bekam. Aufgrund des Erbstollenrechtes hatte der Besitzer dieses Erbstollens das Recht, von allen Bergwerken, deren Wasser er ableitete, als Abgabe eine Gebühr, die sogenannte Stollnsteuer zu erheben. Die Erbstollengerechtigkeit beinhaltete ferner das Recht, mit dem Stollenhieb einen Teil der unterirdisch angetroffenen Lagerstätten für sich in Anspruch nehmen zu können. Ein weiteres Privileg der Erbstollen war, dass sie in der Regel nicht geviert werden, es sei denn, sie werden auf einen Gang getrieben.
Sobald man unter der Stollensohle des Erbstollens arbeiten wollte, brauchte man einen neuen, tiefer gelegenen Erbstollen. Andernfalls mussten Handpumpen, Pferdekraft oder eine Wasserhaltung zur Entwässerung eingesetzt werden. Für eine Wasserkunst wurde ein Wasserrad installiert, um die Pumpen anzutreiben. Wo die Einrichtung unterirdisch eingebaut wurde, musste sogenanntes Aufschlagwasser von einer höheren Ebene herangebracht werden. Zu diesem Zwecke verwendete man ältere, aufgegebene Stollen oder baute neue Stollen, die nur der Wasserbeförderung dienten. War jedoch ein Stollner bereit, einen neuen tieferen Stollen aufzufahren, so konnte er nach Fertigstellung des neuen Stollens den alten Erbstollen enterben. Er musste den neuen Stollen sieben Lachter unterhalb der Wasserseige des alten Erbstollens auffahren. Dadurch erzielte er einen Teufengewinn, der als Erbteufe bezeichnet wurde. Dem alten Erbstollen wurde anschließend das Erbstollenrecht entzogen. Erbstollen erreichten zum Teil beträchtliche Längen. Der längste Erbstollen des Ruhrgebietes, der Schlebuscher Erbstollen, hatte schon in der Mitte des 19. Jahrhunderts eine Länge von 13 km. Auch der 1844 begonnene Rothschönberger Stolln, der eine Länge von 50,9 km erreichte, galt während seiner Errichtung als Erbstollen. Seit dem 1. Juli des Jahres 1869 wurden keine neuen Erbstollen mehr verliehen.

### Wasserlösungsstollen

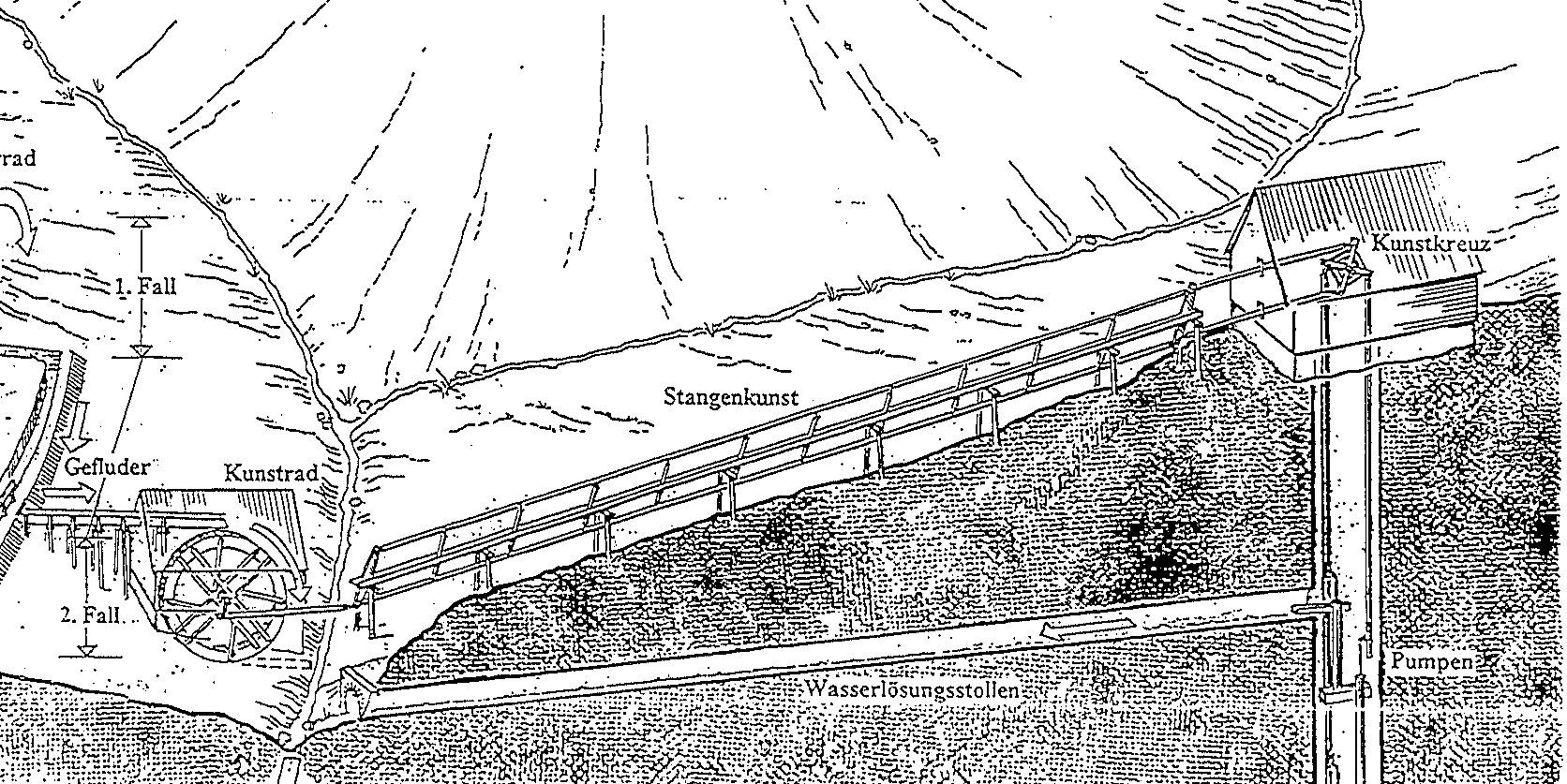
Einfache Darstellung eines kurzen Wasserlösungsstollens, der hier Förderhöhe und damit Pumpenergie einspart

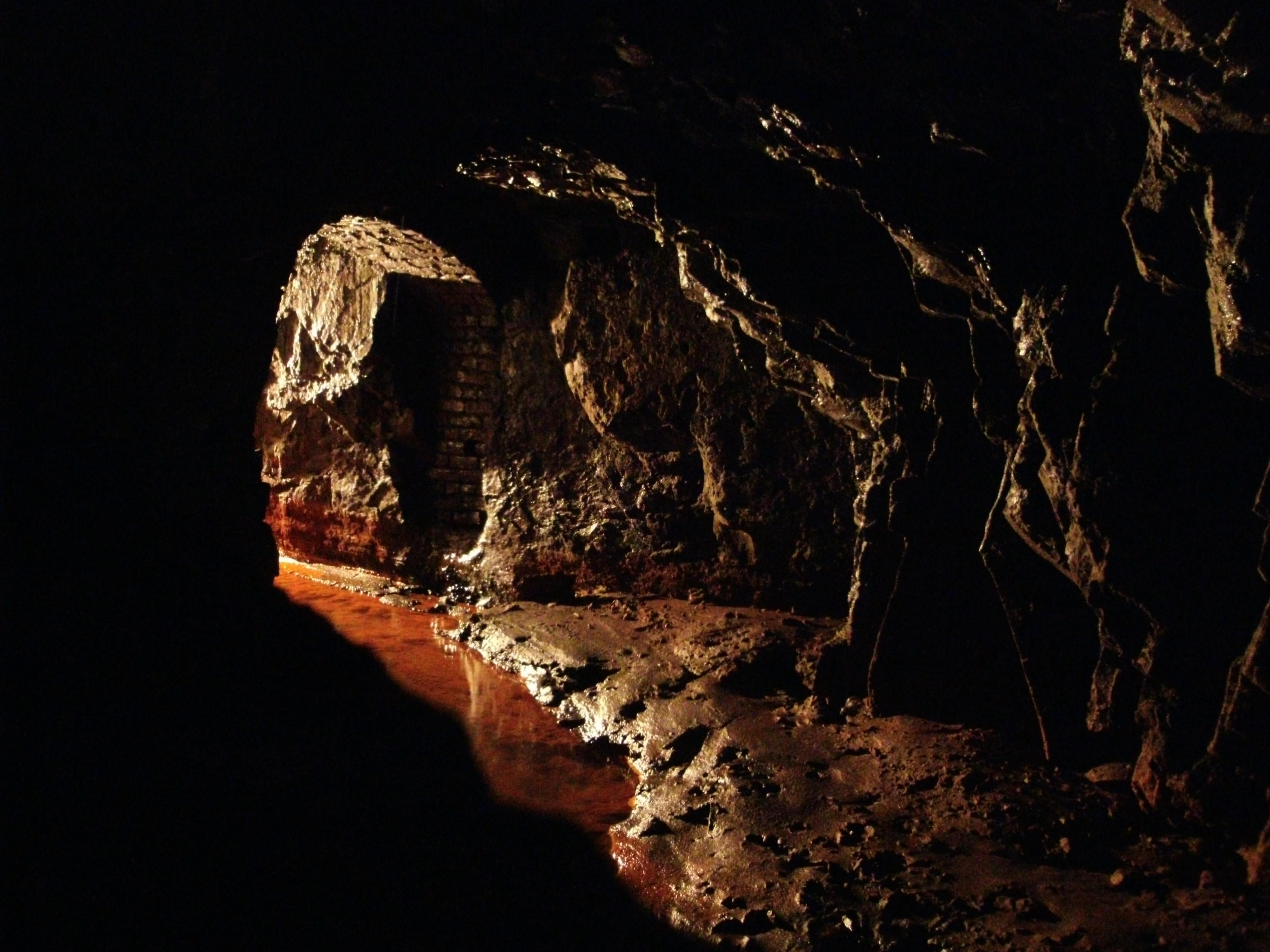
Wasserlösungsstollen der Grube Wohlfahrt

Ein Wasserlösungsstollen, auch Wasserlosungsstollen, wird zur Entwässerung bei ausgedehnten Grubenbauen angelegt. Oftmals wurden deshalb Stollen nur zum Zweck der Entwässerung gebaut. Dies ist insbesondere dann sehr wichtig, wenn höher anstehende Lagerstättenteile ohne Wasserhaltung abgebaut werden sollten. Für Wasserlösungsstollen gilt der Grundsatz, dass ein Stollen der einmal Wasserlösungsstollen war, dies auch für immer bleiben wird. Dieser Grundsatz gilt auch für trocken gefallene Wasserlösungsstollen. Oftmals werden Wasserlösungsstollen auch zur Energieerzeugung mittels Wasserkraft genutzt. Wasserlösungsstollen können recht beachtliche Längen erreichen, so ist zum Beispiel der Schlüsselstollen im Mansfelder Bergbau über 31 Kilometer lang.
Mit allen zuführenden Flügelorten soll der Rothschönberger Stolln in Sachsen etwa 51 km lang sein. War der Wasserlösungsstollen nicht in der Lage, das gesamte Grubenwasser abzuführen, wurden sogenannte Hilfsstollen als Nebenstollen aufgefahren, um den Hauptstollen zu entlasten. Diese Hilfsstollen hatten separate Mundlöcher. Einige Wasserlösungsstollen wurden mit so großen Querschnitten gebaut, dass in ihnen Schifffahrt zur Förderung durchgeführt werden konnte.
Bei Wasserlösungsstollen kann es auch vorkommen, dass das Grubenwasser, je nach Wassermenge, nicht nur die Rösche, sondern den größten Teil des Stollens ausfüllt. In diesem Fall wird der Begriff Rösche auf den ganzen Stollen übertragen. Wasserlösungsstollen werden nicht für eine kurze Lebensdauer gebaut, sondern sind je nach Größe der Stollenanlage oftmals viele Jahrzehnte, teilweise sogar Jahrhunderte, in Gebrauch. Deshalb werden sie mit einer Ausmauerung aus verwitterungsfestem Steinmaterial, (Klinkerziegel, Natursteine) ausgemauert. Im standfesten Gebirge aufgefahrene Stollen werden in der Regel nicht mit einer Ausmauerung versehen, hier werden nur die Sohle und die Wasserseige ausgemauert. In bestimmten Abständen werden größere Löcher als Sumpf- oder Schlammkästen aus der Stollensohle herausgehauen. In diesen Schlammkästen können sich der Sand und sonstige festen Wasserbeimengungen absetzen. Die Schlammkästen werden in bestimmten Abständen manuell gereinigt. Im Gegensatz zum Erbstollen besitzt der Wasserlösungsstollen keine Erbstollengerechtigkeit.
Der Querschnitt eines Wasserlösungsstollens wird durch die anfallende Wassermenge und eventuell erforderlichen Nebenaufgaben bestimmt. Je nach anfallender Wassermenge haben Wasserlösungsstollen einen Querschnitt zwischen 7 und 10 m². Die Herstellung von Wasserlösungsstollen dauerte aufgrund ihrer Länge mehrere Jahre. Die Erstellung der Stollen war mit sehr hohen Kosten verbunden. Die Kosten für Vortrieb und der Unterhaltung des Wasserlösungsstollens teilten sich in der Regel die an den Stollen angeschlossenen Grubenbesitzer. Für die Instandhaltung der Wasserlösungsstollen wurden spezielle Verordnungen herausgegeben, die von den Beteiligten streng eingehalten werden mussten. Es gab auch Kombinationen aus Wasserlösungsstollen und Schächten. Auf den Schächten standen große Dampfmaschinen, mit denen das Grubenwasser gehoben wurde.

### Wetterstollen
Wetterstollen haben die Aufgabe, das Grubengebäude zu bewettern. Sie wurden hauptsächlich beim Braun- und Steinkohlenbergbau eingesetzt. Aber auch in Erzbergwerken wurden solche Stollen zur Bewetterung genutzt. Voraussetzung für den Einsatz von Wetterstollen waren die besonderen örtlichen Verhältnisse. Sie werden möglichst kurz und ohne Krümmungen angelegt, so dass die Luft ohne großen Widerstand durchziehen konnte. Um die Kaminwirkung auszunutzen, werden sie mit starkem Ansteigen gegen den Ausgang aufgefahren. Wetterstollen haben nur eine untergeordnete Rolle, da der Einsatz von Wetterschächten überwiegend vorteilhafter ist.

### Förderstollen
Bei größeren Bergwerken werden separate Förderstollen zum Herausfördern der nutzbaren Mineralien und der Berge genutzt. Diese Stollen sind im Sinne einer effektiven Förderung möglichst kurz, und das Stollenmundloch liegt häufig in der Nähe einer Abfuhrstraße. Nach Möglichkeit fallen Förderstollen in Förderrichtung ab. Bei mäßigem Gefälle haben die Fördergefäße Bremsen, bei starkem Gefälle werden spezielle Bremsberge aufgefahren. Große Grubengebäude haben oft mehrere Förderstollen. Steigt der Stollen in Richtung Stollenmundloch an, werden zum Ziehen der Fördergefäße Haspelanlagen verwendet.

## Weitere Nutzung der Stollen
Im Zweiten Weltkrieg wurden die Eingangsbereiche verlassener Bergbau-Stollen bevorzugt zu Luftschutz-Quartieren ausgebaut, den sog. Luftschutzstollen. Da in diesen Stollen trotz Umbau immer noch die Gefahr von Grubengas bestand, wurden schlagwettergeschützte Telefone zur Kommunikation benutzt. Alte stillgelegte Wasserlösungsstollen werden auch heute noch zur Ableitung des anfallenden Wassers genutzt. Sie dienen in den betreffenden Gebieten als Gebirgsdrainage bei extremen Wasserereignissen. Sie müssen als Relikte des Altbergbaus weiterhin gesichert, gereinigt und bergtechnisch instand gehalten werden.

## Bekannte Bergbaustollen
- 19-Lachter-Stollen, Wasserlösungsstollen des Oberharzer Bergbaus
- Bärenberger Stollen, Silber- und Kupferbergbau bei Plettenberg/Sauerland
- Bodelschwingh-Stollen, Ibbenbüren, unvollendet
- Ernst-August-Stollen, Wasserlösungsstollen des Oberharzer Bergbaus
- Felicitas-Stollen, Bad Fredeburg, Hochsauerlandkreises, Schieferbergbau
- Fulbert-Stollen, Wasserstollen am Laacher See
- Marx-Semler-Stolln, Bad Schlema
- Meyersche Stollen, Wassersammelsystem, Aarau, Schweiz
- Reinhold-Forster-Erbstollen, Schaubergwerk, Siegen-Eiserfeld
- Rothschönberger Stolln, Wasserstollen, Erzbergbau Freiberger Revier, Sachsen
- Schlüsselstollen, Wasserlösungsstollen im Mansfelder Revier
- Steinbecker Stollen, Ibbenbüren
- Stock & Scherenberger Erbstollen, Ruhrbergbau
- Tiefer Georg-Stollen, Wasserlösungsstollen im Oberharz
- Tiefer Stollen (Wasseralfingen), Schaubergwerk

## Beispiele

Stollen mit Förderwagen im Bergwerk Ramsbeck
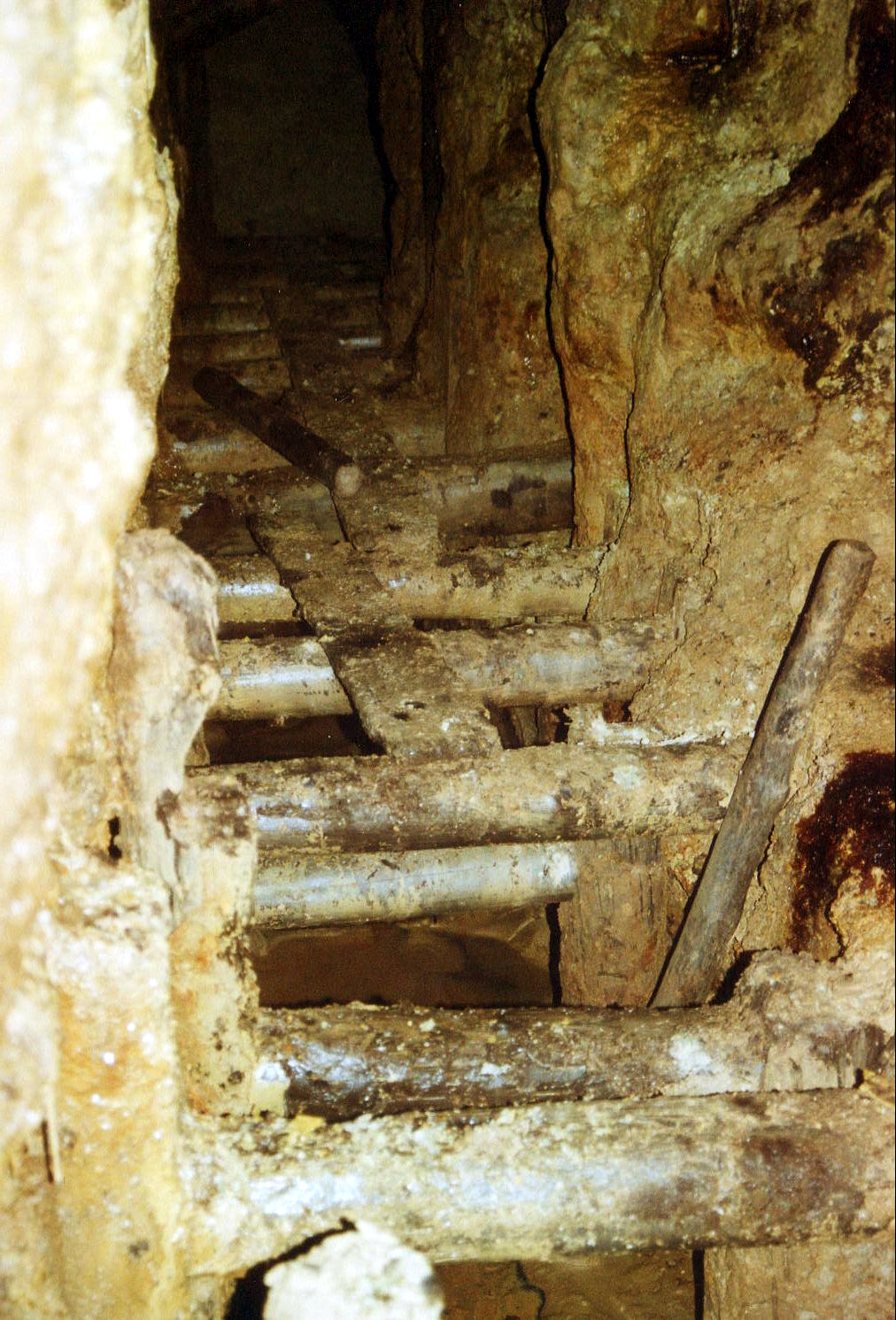
Alter Stollen mit abgedeckter Wassersaige
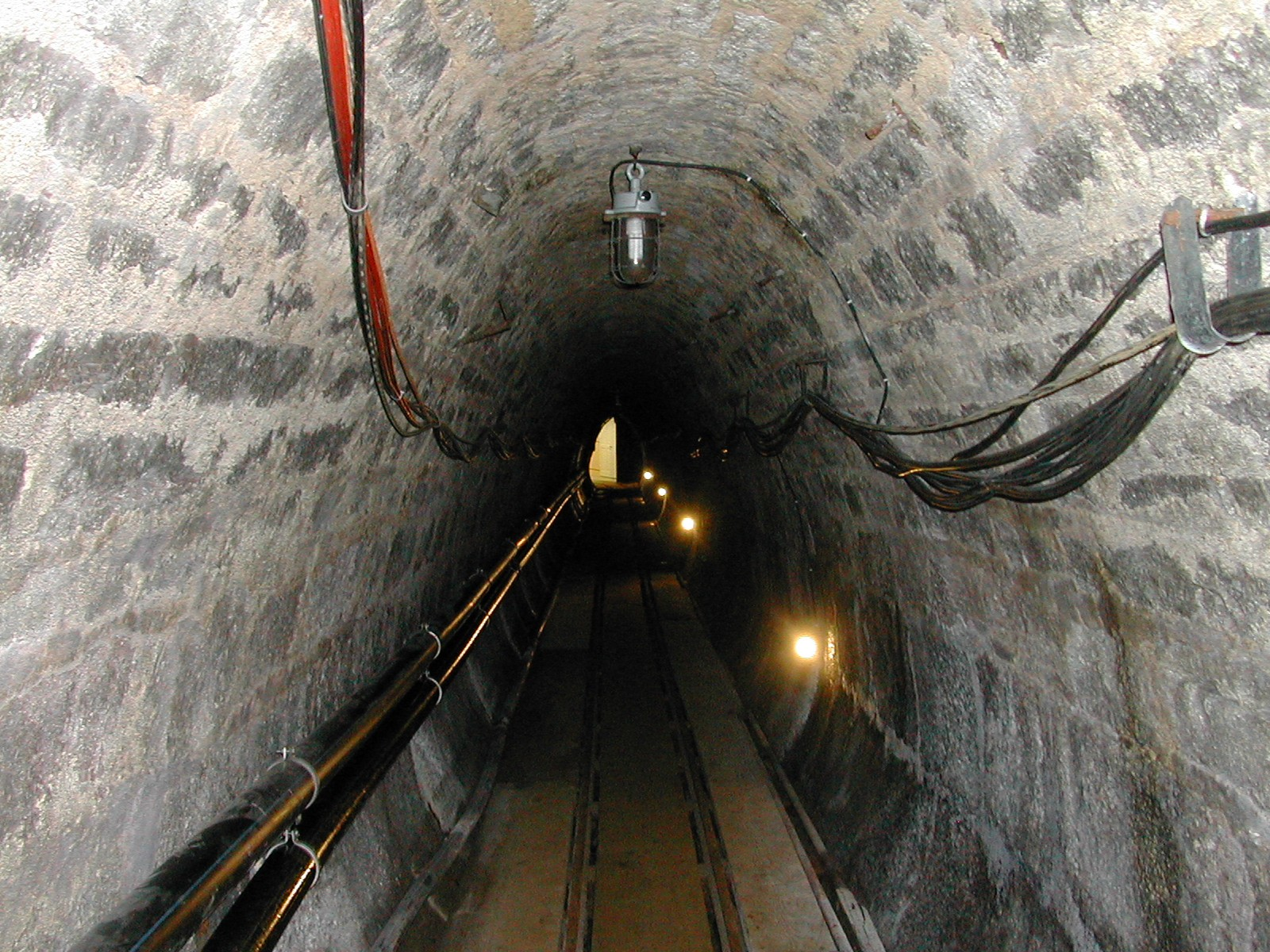
Gemauerter Stollen im Salzbergwerk Altaussee in der Steiermark
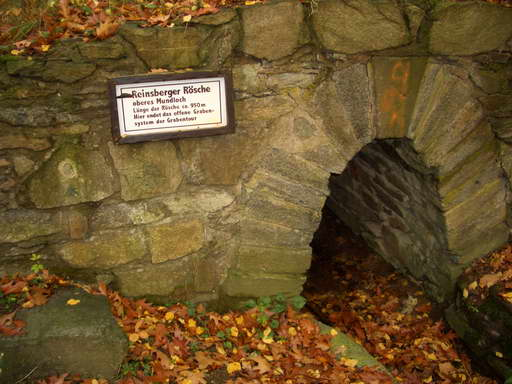
Oberes Mundloch der Reinsberger Rösche
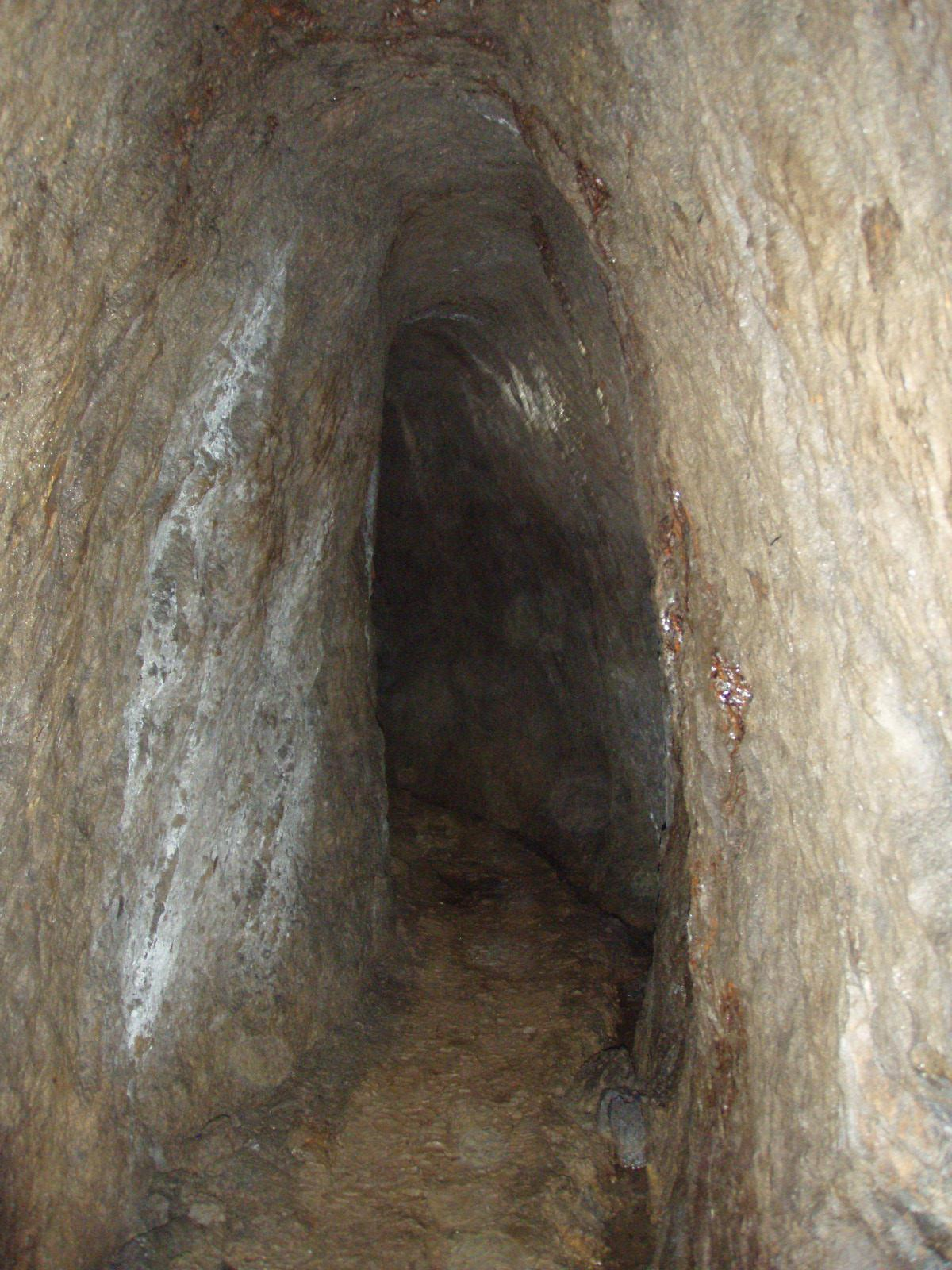
Alter Stollen im Siegerland
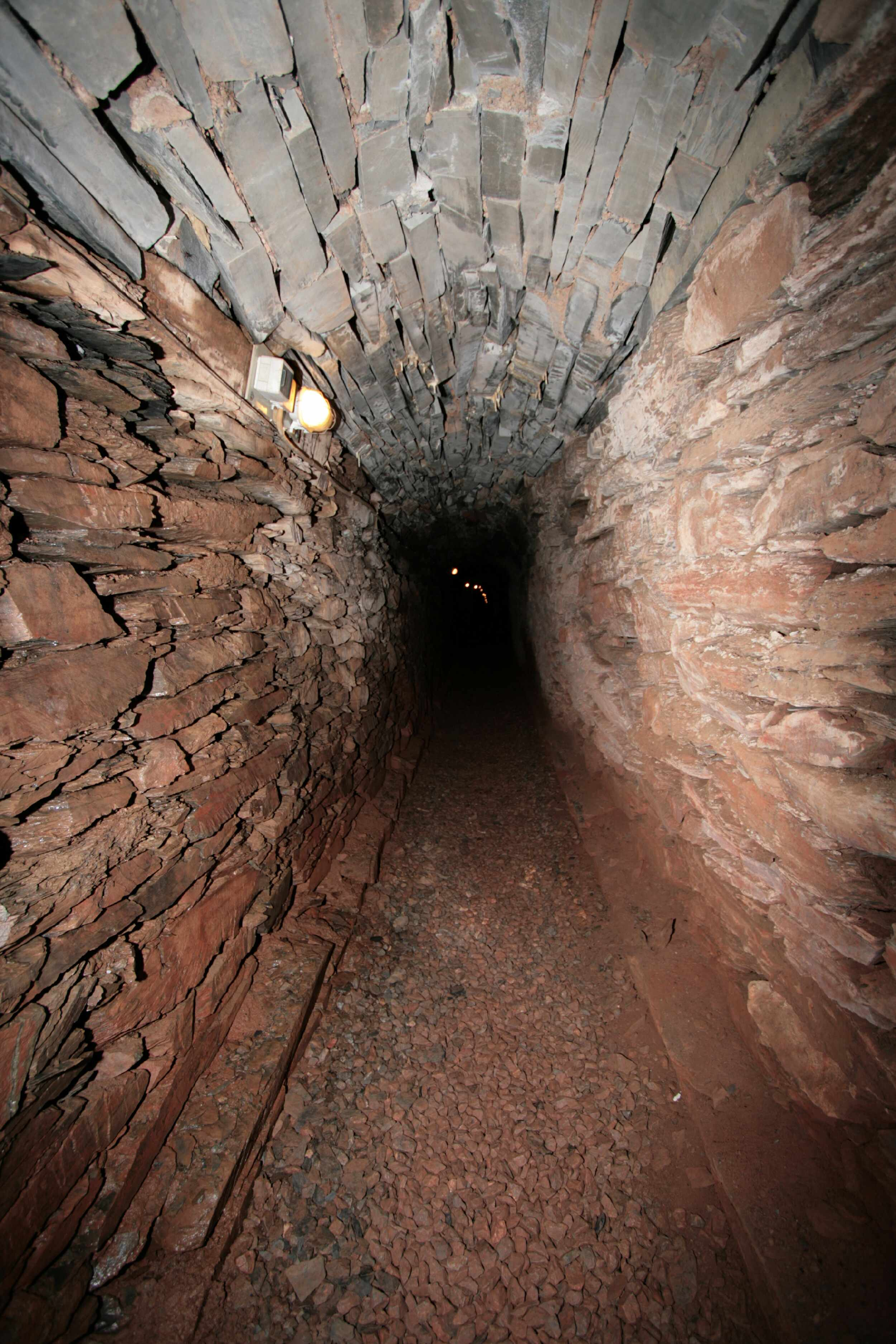
Philipstollen im Sauerland
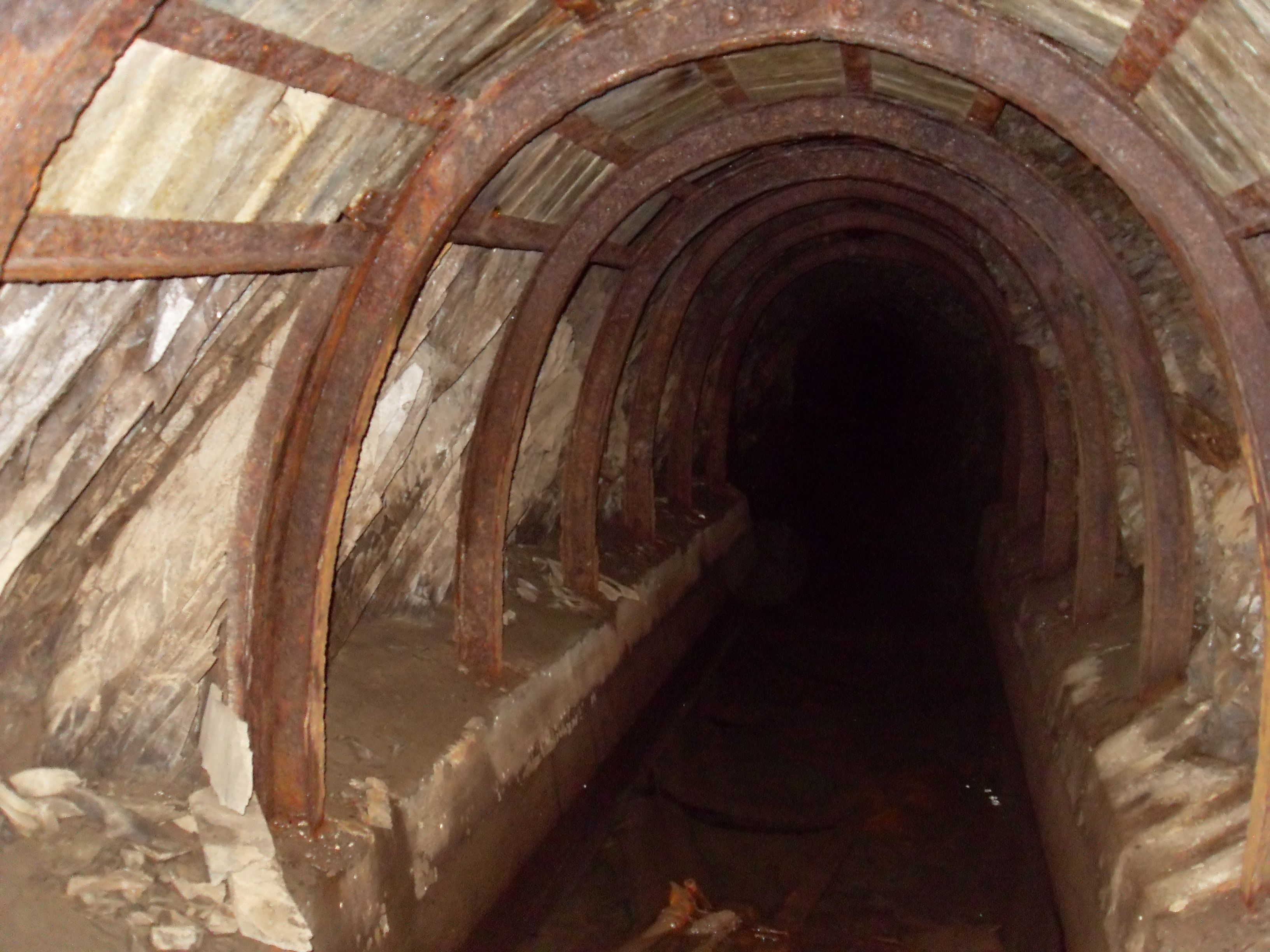
Stollen der Grube Juliane Sophia bei Schulenberg im Harz.
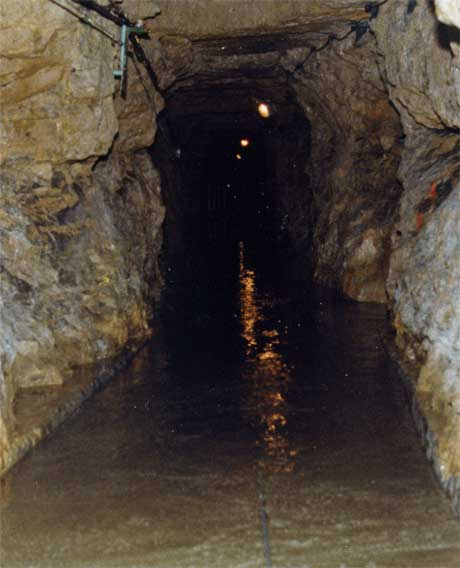
Schwarzer Forellenstollen in Tarnowitz, Polen